# Foguera de Canals
La Foguera de Canals és una de les fogueres més importants de les què es fan al País Valencià. La festa se celebra a Canals la mitja nit del 8 de desembre, i durant tot el mes es va acumulant fusta, en unes quantitats que podrien arribar a les cinquanta tones. Amb l'inici de l'any es va construint la foguera, que es finalitza el 15 de gener i es crema el 16, dia de la Foguera.

## Origen
L'origen es troba al segle xviii, arran d'un gran terratrèmol, la festivitat de Sant Antoni i també la dels Parells que se celebraven des de l'edat mitjana, adquirint el costum de cremar una foguera com ofrena al Patró. Es considera que l'origen es troba en una ofrena d'acció de gràcies a Sant Antoni per a protegir el poble de Canals dels efectes del terratrèmol del 17 de gener que assolà la comarca de la Costera el 1748.
A la localitat no hi hagué cap mort, i els habitants consideraren que Sant Antoni els havia protegit del perill, convertint-lo a partir d'aleshores en el patró de Canals.
Alguns autors consideren que l'origen podria ser anterior, pels volts del segle XVII i emmarcant-se en les celebracions posteriors a la segregació del municipi respecte de la ciutat de Xàtiva.

## Festa
A la festa es destaquen els Parells, que se celebra el dia 18. Els festers reparteixen joguets pels carrers del poble, que recórren a cavall. Durant les festes es recita el vítol: "Vítol i vítol al nostre patró del poble!!". El vítol té un major simbolisme en la processó del dia 17, ja que es fa durant tot el recorregut. Entre els festers, un assumeix el paper de Bandera i altre el de Cuiro.
El rol de Bandera és el més destacat i és l'encarregat de recitar el vítol final en els actes. La seua indumentària consisteix en un vestit fosc i un capell, que es llança al final de la festa i qui l'agafa obté entrades debades per al sopar final de les festes, on es menja arròs al forn.